# سوتا چیبا
سوتا چیبا (ژاپنی: 千葉 奏汰؛ زادهٔ ۲۶ ژوئن ۱۹۹۵) یک بازیکن فوتبال اهل ژاپن است.
از باشگاه‌هایی که در آن بازی کرده‌است می‌توان به باشگاه فوتبال ماچیدا زلویا اشاره کرد.